# Andrásmező
Andrásmező (szerbül:Tomislavci, Томиславци) falu Szerbiában, a Vajdaságban, a Észak-bácskai körzetben, Topolya községben.
A falu a szerb nevét Tomislav Karađorđevićról kapta, 1947-ben átnevezték Oreškovićevo-ra (Орешковићево) az 1941-ben meghalt a kommunista partizán Marko Orešković, tiszteletére, ezt 1955 Orešković-ra (Орешковић) változtatták, 2003. június 2. népszavazással visszaállították Tomislavci névre.

## Demográfiai változások
| 1948 | 1953 | 1961 | 1971 | 1981 | 1991 | 2002 |
| ---- | ---- | ---- | ---- | ---- | ---- | ---- |
| 1090 | 1036 | 1030 | 944  | 830  | 629  | 696  |